# Кукавка молуцька
Ку́кавка молуцька (Cacomantis aeruginosus) — вид зозулеподібних птахів родини зозулевих (Cuculidae). Ендемік Індонезії. Раніше вважався конспецифічним з австралійською кукавкою, однак був визнаний окремим видом.

## Підвиди
Виділяють два підвиди:
- C. a. aeruginosus Salvadori, 1878 — острови Обі[en], Буру, Амбон і Серам;
- C. a. heinrichi Stresemann, 1931 — острови Хальмахера і Бачан.

## Поширення і екологія
Молуцькі кукавки є ендеміками Молуккських островів. Вони живуть у вологих гірських і рівнинних тропічних лісах. Представник номінативного підвиду зустрічаються на висоті до 1500 м над рівнем моря, представники підвиду C. a. heinrichi на висоті від 800 до 1500 м над рівнем моря. Молуцькі кукавки живляться безхребетними, практикують гніздовий паразитизм, відкладають свої яйця в гнізда інших птахів.